# HMS Challenger (1858)
«Челленджер» (англ. HMS Challenger) — парусно-паровой корвет, который участвовал в первой океанографической экспедиции (1872—1876 годы). Результаты проведённых исследований легли в основу такой научной дисциплины, как океанография.

## Начало службы
С 1858 года корабль был в составе Королевского флота. В 1862 году участвовал в боевых действиях против Мексики, включая оккупацию порта Веракрус. В 1866 году провёл карательную операцию против жителей Фиджи, в наказание за убийство миссионера и части его семьи.

## Подготовка экспедиции
Идея экспедиции принадлежала шотландскому биологу Эдинбургского университета Чарльзу Уивиллу Томсону. Королевский военно-морской флот предоставил Королевскому научному обществу корабль «Челленджер», который был переоборудован в 1872 году для научных целей: его оснастили биологическими и химическими лабораториями, лебёдками, средствами для измерения глубин, взятия проб грунта и воды, определения температуры воды.

## Ход экспедиции
Корабль под командованием капитана Джорджа Нэрса вышел из Портсмута 21 декабря 1872 года. Путь, пройденный экспедицией «Челленджера», составлял около 70 тыс. морских миль, на протяжении которых экипаж занимался научными изысканиями. Итоги путешествия были изложены в отчёте «Report Of The Scientific Results of the Exploring Voyage of H.M.S. Challenger during the years 1873-76», где, среди других открытий, было описано свыше 4000 новых видов. Джон Мюррей, руководящий публикацией работы, описал её как «самый большой прогресс в знаниях о нашей планете со времён знаменитых открытий пятнадцатого-шестнадцатого века».
«Челленджер» возвратился в Спитхед (Хэмпшир) 24 мая 1876 года, проведя в море три с половиной года. За это время было выполнено 492 промера глубины, 362 измерения температуры воды, взято 133 пробы грунта и произведено 151 траление.
Копии письменных отчётов экспедиции «Челленджера» хранятся в нескольких британских морских учреждениях, включая Национальный центр океанографии в Саутгемптоне и Dove Marine Laboratory в Тайн и Уире.

## Последние годы службы
В 1876 году он был превращен в учебный корабль Береговой охраны и флотского резерва в Харвиче. В 1878 году выведен из состава флота на королевской верфи в Чатеме. До 1883 года находился в резерве, затем превращен в блокшив-плавказарму на реке Медуэй; отправлен на слом в 1921 году ради медной обшивки днища.

## Память
В честь корабля «Челленджер» впоследствии был назван космический челнок и научно-исследовательское судно США «Гломар Челленджер», предназначенное для бурения дна океана.